# Перес, Йонни
Йонни Перес (исп. Yonnhy Pérez; род. 18 января 1979, Картахена) — колумбийский боксёр, представитель легчайшей и наилегчайшей весовых категорий. Выступал за сборную Колумбии по боксу во второй половине 1990-х — первой половине 2000-х годов, бронзовый призёр Панамериканских игр, обладатель двух серебряных медалей Игр Центральной Америки и Карибского бассейна, победитель и призёр многих турниров международного значения. В период 2005—2011 годов успешно боксировал на профессиональном уровне, владел титулом чемпиона мира по версии Международной боксёрской федерации (IBF).

## Биография
Йонни Перес родился 18 января 1979 года в городе Картахена департамента Боливар, Колумбия.

### Любительская карьера
Впервые заявил о себе в боксе в сезоне 1996 года, выступив на юниорском чемпионате мира в Гаване. Год спустя вошёл в состав колумбийской национальной сборной, боксировал на чемпионате Центральной Америки и Карибского бассейна в Тихуане и на домашнем панамериканском чемпионате в Медельине, где стал бронзовым призёром в зачёте наилегчайшей весового категории — на стадии полуфиналов был остановлен аргентинцем Омаром Нарваэсом.
В 1998 году выиграл бронзовую медаль на международном турнире «Хиральдо Кордова Кардин» в Гаване, уступив в полуфинале кубинцу Мануэлю Мантилье, и завоевал серебряную медаль на Играх Центральной Америки и Карибского бассейна в Маракайбо, где тоже был побеждён кубинцем Мантильей.
Пытался пройти отбор на летние Олимпийские игры 2000 года в Сиднее, однако на всех трёх американских олимпийских квалификационных турнирах выступил неудачно, выбыв из борьбы уже на ранних стадиях соревнований.
В 2002 году в легчайшей весовой категории получил серебряную медаль на Играх Центральной Америки и Карибского бассейна в Сан-Сальвадоре, проиграв в решающем финальном поединке мексиканцу Абнеру Маресу.
В 2003 году добавил в послужной список бронзовую награду, добытую на Панамериканских играх в Санто-Доминго. Выступил на Всемирных военных играх в Катании.
Был лучшим на чемпионате Колумбии 2004 года в зачёте легчайшего веса. Участвовал в отборе на Олимпийские игры в Афинах, но на двух американских квалификациях успеха не добился. Вскоре после этой неудачи покинул расположение колумбийской сборной и ради карьеры профессионального боксёра переехал на постоянное жительство в США.

### Профессиональная карьера
Дебютировал в боксе на профессиональном уровне в июле 2005 года, выиграв у своего соперника техническим нокаутом в первом же раунде. Жил и выступал в США, долгое время не знал поражений, одержав в течение двух лет более десяти побед.
В мае 2007 года завоевал вакантный титул чемпиона Континентальной Америки в легчайшей весовой категории по версии Всемирного боксёрского совета (WBC), отправив в нокаут мексиканца Самуэля Лопеса (17-4-1). Затем выиграл ещё несколько рейтинговых поединков, в том числе взял верх над россиянином Александром Фёдоровым (17-4-1).
В июне 2008 года стал обладателем титула чемпиона Североамериканской боксёрской федерации (NABF), победив по очкам мексиканца Оскара Андраде (36-32-2).
В мае 2009 годы первый и единственный раз выехал боксировать за пределами США — на ринге в ЮАР в претендентском поединке встретился с местным боксёром Сайленсом Мабузой (22-2), бывшим чемпионом мира. Перес проигрывал этот бой по карточкам всех трёх судей, но в последнем двенадцатом раунде ему удалось завершить поединок досрочно.
Благодаря победе над Мабузой Йонни Перес удостоился права оспорить титул чемпиона мира в легчайшем весе по версии Международной боксёрской федерации (IBF), который на тот момент принадлежал ганцу Джозефу Агбеко (27-1). Противостояние между ними продлилось все отведённые 12 раундов, в итоге судьи единогласным решением отдали победу Пересу.
Полученный чемпионский пояс Перес сумел защитить один раз в мае 2010 года, когда встретился с непобеждённым мексиканцем Абнером Маресом (20-0). По окончании двенадцати раундов один судья отдал победу Маресу со счётом 115—113, тогда как два других поставили ничью 114—114 — таким образом была зафиксирована ничья решением большинства судей, и колумбийский боксёр сохранил за собой титул чемпиона. В это время он поднялся до наивысшей в карьере третьей позиции в рейтинге боксёров легчайшего веса журнала «Ринг».
Лишился чемпионского титула в декабре 2010 года во втором бою с Джозефом Агбеко (27-2), на сей раз ганец оказался сильнее, выиграв единогласным судейским решением.
В апреле 2011 года Перес предпринял попытку заполучить вакантный титул чемпиона мира по версии Международной боксёрской организации (IBO), однако уступил единогласным техническим решением армянину Вику Дарчиняну (35-3-1) — их поединок был остановлен уже в пятом раунде из-за непреднамеренного столкновения головами и открывшегося у Переса рассечения. Потерпев два поражения подряд, Перес больше не проводил боёв в профессиональном боксе, а в марте 2012 года объявил о завершении спортивной карьеры, отметив отсутствие мотивации. В общей сложности провёл на профи-ринге 23 боя, из них 20 выиграл (в том числе 14 досрочно), 2 проиграл, тогда как в одном случае была ничья.